# Gustaf Berg (fotograf)
Gustaf Vilhelm Berg, född 25 juni 1880 i Färnebo socken i Värmland, död 17 juni 1933 i Ålsten, Bromma församling, var en svensk filmfotograf.
Berg startade tillsammans med sin svåger John Bergqvist ett filmlaboratorium i Linköping 1907. Han var filmfotograf och laborator 1908–1912 vid AB Etablissement Viking i Linköping. Från 1920 var han anställd hos AB Hasse W. Tullberg/AB Tullbergs Film.
Gustaf Berg är begravd på Danderyds kyrkogård. 

## Filmfoto i urval
- 1913 – Amors pilar eller Kärlek i Höga Norden
- 1913 – Lappens brud eller Dramat i vildmarken
- 1922 – De vises sten
- 1924 – När millionerna rulla
- 1928 – Lyckans galoscher
- 1931 – En helomvändning